# Желев, Михаил
Михаил Желев (болг. Михаил Желев, 15 июля 1943, Сливен — 5 января 2021, Сливен) — болгарский легкоатлет, специалист по стипльчезу. Чемпион Европы в беге с препятствиями на 3000 метров (Афины, 1969). Единственный болгарин, удостоенный  награды «Золотой шип» лучшему спортсмену Европы (1969).

## Биография
Бегать стал в школьном возрасте, однажды заключив пари, что пробежит 5000 м быстрее 5 минут.
Дебютировал на международном уровне на чемпионате Европы в Будапеште в 1966 году.
Выигрывал чемпионат Болгарии в 1966, 1968—1970 и 1974 годах в беге с препятствиями, побеждал на дистанциях 10 000 м в 1968 году и 5 000 м в 1969 и 1970 годах. С 1967 по 1971 год он пять раз подряд выигрывал Балканские игры в беге с препятствиями, в 1967 году он также выиграл в этих соревнованиях бег на 10 000 метров, а в 1969 году — на 5 000 метров.
Участвовал в Летних Олимпийских играх 1968 года, финишировал 6-м, после занявшего 5-е место Александра Морозова (Морозов и Желев стали лучшими европейцами в этом виде соревнований). Год спустя на чемпионате Европы 1969 года в Афинах ему удалось показать самый лучший результат в своей карьере. Пробежав дистанцию за 8:25,0 минуты (этот результат стал Национальным рекордом на 45 лет — только в 2014 годy он был улучшен Митко Ценовым), он выиграл титул, опередив Александра Морозова на 0,6 секунды. В 1971 году в Хельсинки Желев не смог защитить свой титул, выбыв в предварительном забеге.
В 1969 году победил также на двусторонней встрече европейских и американских спортсменов в Штутгарте. По опросам спортивных журналистов, проведённой газетой «Чехословенски спорт» был признан лучшим бегуном этого года и получил награду «Золотой шип».
На Летних Олимпийских играх 1972 года Желев пробился в финал, где финишировал 12-м.
Завершил спортивную карьеру в 1974 году, в возрасте 31 года. Тренером не работал, хотя эта работа была, по его поздним признаниям, его мечтой. Служил в вооружённых силах, работал охранником, сотрудником на бензоколонке (по этому поводу любил говорить: «Позорной работы нет»).
Ушёл из жизни после непродолжительной болезни 5 января 2021 года
Был женат, имел двух детей и двух внуков.